# Самуллори
Самуллори (кор. 사물놀이?, 四物놀이?) — корейское музыкальное представление в традиционном стиле, включающее игру на национальных ударных инструментах.

## История
Жанр самуллори был создан одноименной группой, основанной южнокорейским музыкантом Ким Док Су в 1978 году. В основу музыки этой группы были положены давние традиции корейской крестьянской музыки нонак (농악), исполнявшейся во время деревенских праздников, отправления религиозных обрядов и работы в поле.

## Инструменты
Корейские слова «са» (사; 四) и «муль» (물; 物) переводятся, как «четыре инструмента», а «нори» (кор. 놀이) означает «игру», «представление».
- Чангу (кор. 장구), олицетворяющий дождь — инструмент, использующийся в большинстве жанров корейской традиционной музыки. Чангу является основным аккомпанирующим и солирующим ударным инструментом[источник не указан 2653 дня]. Корпус, напоминающий по форме песочные часы, обтянут с двух сторон кожей, обычно оленьей. Два преобладающих тона чангу — это «гун-пхюн», который представляет мужчину (или ян), звучит глубоко, и «юль-пхюн» представляет женщину (или инь), звучит звонко и отрывисто.

- Пук (кор. 북) — басовый барабан с двумя одинаковыми сторонами, около 60 см в диаметре, олицетворяет тучи[источник не указан 2653 дня]. Поддерживает основной ритм композиции, за исключением солирующих партий. В прошлом пук был задействован во всех жанрах корейской музыки[источник не указан 2653 дня]. Он обычно установлен на деревянной стойке, но в самуллори держится на ноге музыканта. Звук пука низкий, плотный. При игре на нём используется палка из тяжёлой древесины.

- Кквэнгвари (кор. 꽹과리) — небольшой железно-медный гонг около 20 см в диаметре и толщиной 1-2 мм. Кквэнгвари со своим звонким серебристым звуком олицетворяет молнию; он, аналогично дирижёру в европейском оркестре, держит общий ритм и указывает переходы из одного в другой. Кквэнгвари делится на две категории: «ам-кквэнгвари» («женский» или «инь») отличается от «су-кквэнгвари» («мужской» или «ян») более высоким звуком. Практически во всех композициях самуллори есть т. н. «перекличка» — импровизацонное соло двух кквэнгвари, в котором один из них словно задаёт вопрос, а другой отвечает почти так же, но при этом усложняя ход.

- Чин (кор. 징) — медный гонг диаметром около 36 см и толщину около 3 мм, олицетворяющий ветер, с глубоким и протяжным звуком. После удара чин звучит до 10 секунд, и в самуллори создаёт гармонию. При игре на нём используется палка с набалдашником, обернутым в плотную ткань или замшу. В гонге сверху имеется два небольших отверстия, сквозь которые пропускается верёвка, которой чин прикрепляется к стойке (обычно из бамбука). Для танца чин снимают со стойки и держат за верёвку.